# Producer’s Cut
Producer’s Cut — сборник песен американской певицы Эммилу Харрис в формате DVD-A, изданный лейблом Warner Bros. Records в 2003 году. Компиляция содержит 13 записей, выпущенных певицей в период с 1975 по 1981 год, а также неизданный ранее дуэт с Джонни Кэшем. Песни были представлены на диске как в стерео, так и в многоканальных вариантах, поддерживая также воспроизведение звука в высоком разрешении.

## Об альбоме
Сборник был скомпонован продюсером Брайаном Ахерном, под началом которого Харрис записала свои первые 11 студийных альбомов для Reprise Records, в том числе Elite Hotel (1975), Luxury Liner (1976), Quarter Moon in a Ten Cent Town (1978) и Pieces of the Sky (1975). Инициатором проекта стал лейбл Rhino Records, попросивший Ахерна выбрать любимые треки из спродюсированных им лонгплеев певицы. Продюсер в итоге отобрал, упорядочил и ремикшировал материал специально для релиза в формате DVD-A, описав критерии подбора песен следующим образом: «Я хотел выбрать вещи, которые мне нравились и которые, по моим воспоминаниям, хорошо звучали в комнате, когда я их записывал». В этом свете основной целью Ахерна стало достижение на диске эффекта «погружения слушателя в комнату, полную музыки, и создание у него ощущения пространства».
Для воплощения задумки продюсер собрал коллекцию баллад, медленных вальсов и сюжетных песен с акцентом на персонажах. Среди них были как классические «Boulder to Birmingham» и «Pancho & Lefty», так и менее известные вроде «The Last Cheater’s Waltz». Несмотря на присутствие в коллекции двух синглов № 1 — «Together Again» и «Beneath Still Waters» — концептуально она являлась не сборником крупнейших хитов, а подборкой просто лучших или лучше всего звучащих лучших песен, подсвечивая также любимых авторов Ахерна (Родни Кроуэлл, три трека), любимые альбомы (Pieces of the Sky и Blue Kentucky Girl, три записи с каждого) и любимые музыкальные стили (традиционный кантри и современные фолк-баллады).
Таким образом на диск вошло 14 дорожек: 13 уже появлявшихся а альбомах Харрис в период с 1975 по 1981 год (начиная с Pieces of the Sky и до Evangeline и Cimarron) и неизданный ранее дуэт с Джонни Кэшем, записанный в ходе сессий Roses in the Snow (1980). Сборник воспроизводился на обычных DVD-плеерах как в стерео, так и в многоканальных форматах Dolby Digital и DTS, а для прослушивания в высоком разрешении требовался проигрыватель DVD-A. Помимо музыки, релиз включал дополнительные материалы: видеоинтервью с Ахерном, аудиоинтервью с Харрис, тексты песен и галерею с фотографиями певицы.

## Рецензии
| Оценки критиков                   | Оценки критиков                                             |
| Источник                          | Оценка                                                      |
| --------------------------------- | ----------------------------------------------------------- |
| AllMusic                          | [ 1 ]                                                       |
| The Encyclopedia of Popular Music | [ 8 ]                                                       |
| Uncut                             | [ 4 ]                                                       |
| Hi-Fi News & Record Review        | A:1                                                         |
| DVDTalk                           | Music: · Audio: · Extras: · Replay: · Advice: · Recommended |
| The Cincinnati Enquirer           | без рейтинга                                                |

Обозреватель портала AllMusic Том Юрек, написал, что Ахерн справился с поставленной рекорд-лейблом задачей и собрал в Producer’s Cut добротную, эстетически совершенную коллекцию, акцентируя внимание на множестве разных аспектов карьеры Харрис на соответствующем этапе: от фирменного безупречно чистого вокала до выбора песен, звучания её аккомпанирующей группы и студии звукозаписи. Итогом, по мнению критика, стал первоклассный от начала до конца сборник, который послужит для новичков прекрасным введением в раннее творчество Харрис. Согласно рецензентам британского журнала Uncut, коллекционеров эта компиляция заинтересует дуэтом «Old Rugged Cross» с Джонни Кэшем, фанатов технологий — кристально чистым объёмным звуком в формате 5.1, тогда как всех остальных — просто качественной подборкой композиций.
Редактор британского издания Hi-Fi News & Record Review Кен Кесслер отметил, что сборник включает песни из золотого периода «иконы альт-кантри», которые Ахерн заботливо адаптировал к реалиям XXI века. При этом бонус-трек и видеоинтервью, согласно журналисту, помогут решиться на покупку компиляции тем, кто уже имеет полное собрание работ Харрис. В свою очередь культурный критик Лоуренс Джонсон в обзоре рынка DVD-A для газет The Detroit News / The Cincinnati Enquirer удивился ярко выраженному эффекту, который перевод в новый формат оказал на студийную поп-запись с вокальными гармониями и миксом из гитар, баса и ударных, выделив достоверную передачу «оттенков и текстур с расширяющей пространство аурой, создающей волнующее ощущение присутствия», словно слушатель сидит с Харрис в её студии. «Обнаружились мельчайшие нюансы экспрессии, которых я никогда прежде не замечал. И её группа обрела новую, оживлённую энергетику», — заключил Джонсон.

## Трек-лист
| №   | Название                                  | Автор(ы)                       | Длительность |
| --- | ----------------------------------------- | ------------------------------ | ------------ |
| 1.  | «If I Could Only Win Your Love»           | Чарли и Айра Лувин             | 2:37         |
| 2.  | «Boulder to Birmingham»                   | Билл Дэнофф / Эммилу Харрис    | 3:36         |
| 3.  | «One of These Days»                       | Эрл Монтгомери                 | 3:04         |
| 4.  | «Too Far Gone»                            | Билли Шеррилл                  | 4:06         |
| 5.  | «Leaving Louisiana in the Broad Daylight» | Донаван Коварт / Родни Кроуэлл | 4:20         |
| 6.  | «Together Again»                          | Бак Оуэнс                      | 3:53         |
| 7.  | «Tulsa Queen»                             | Родни Кроуэлл / Эммилу Харрис  | 4:47         |
| 8.  | «Pancho & Lefty»                          | Таунс Ван Зандт                | 4:50         |
| 9.  | «Spanish Johnny»                          | Пол Сибел                      | 3:53         |
| 10. | «Beneath Still Waters»                    | Даллас Фрейзер                 | 3:43         |
| 11. | «Even Cowgirls Get the Blues»             | Родни Кроуэлл                  | 3:58         |
| 12. | «The Last Cheater's Waltz»                | Сонни Трокмортон               | 5:36         |
| 13. | «Sorrow in the Wind»                      | Джен Ричи                      | 3:32         |
| 14. | «Old Rugged Cross» (с Джонни Кэшем)       | Джордж Беннард                 | 3:31         |

## Награды
Surround Music Awards
| Год  | Категория                    | Номинант       | Итог      | Прим.  |
| ---- | ---------------------------- | -------------- | --------- | ------ |
| 2003 | Best Made-for-Surround Title | Producer’s Cut | Номинация | [ 11 ] |